# Resolució 2272 del Consell de Seguretat de les Nacions Unides
La Resolució 2272 del Consell de Seguretat de les Nacions Unides fou adoptada l'11 de març de 2016. El Consell va demanar al Secretari General que reemplacés totes les unitats en operacions de manteniment de la pau d'un país que no investigava prou les denúncies sobre abusos sexuals per part dels seus homes.
Egipte es va abstenir en la votació. Una esmena presentada per Egipte va ser rebutjada amb nou vots a favor i cinc en contra. Aquesta esmena demanava la retirada d'unitats depenent de la investigació i el càstig dels fets, i va informar al Secretari General sobre això. Els Estats Units consideraven que això comprometia el propòsit de la resolució; és a dir, intervenir si un país no actuava contra les denúncies d'abús sexual.
Rússia va dir que la majoria dels cascos blaus provenien d'Àsia i Àfrica, i que semblava que els països occidentals volien la immunitat per a les seves unitats.

## Antecedents
Ja havien aparegut acusacions d'abús sexual per part de les forces de pau de l'ONU el 1990 en els anys durant les missions a Bòsnia i Hercegovina, Cambodja i Timor Oriental, i després a Haití, Libèria, Sierra Leone, Sudan del Sud, el Congo i la República Centreafricana. Van ser acusades d'abusos cascos blaus originaris del Pakistan, Bangladesh, Sri Lanka, Uganda, Burundi, Congo-Brazzaville i el Congo. En una sèrie de casos van formar part d'una força de manteniment de la pau de la Unió Africana. L'any 2015 es van fer 69 acusacions contra els cascos blaus de deu missions de l'ONU; la majoria a la República Centreafricana. Hi havia "greus errors" en la recerca d'una possible explotació sexual de nens per les forces de pau franceses.
El 2003 el Secretari General va redactar normes sobre el comportament del personal de l'ONU També es va introduir una política de tolerància zero. No obstant això, la investigació i el càstig dels fets es van deixar als països dels quals provenia l'acusat. Al febrer de 2016 també es va nomenar un coordinador per intervenir amb més força.

## Contingut
El Consell estava molt preocupat per la persistència de les greus acusacions d'explotació i abús sexual per part de soldats, oficials i personal de l'ONU i altres forces de manteniment de la pau. Aquest va ser el cas, per exemple, a MINUSCA a la República Centreafricana. Aquest comportament soscava no només l'operació, sinó també la credibilitat de l'ONU com a aplicadora de la pau. Les accions d'uns pocs podrien embrutar els èxits aconseguits per desenes de milers de soldats de pau.
Era tasca dels països que enviaven les tropes a investigar i perseguir les acusacions contra aquests homes. Es va demanar al Secretari General que reemplacés totes les unitats d'un país que participés en una operació de pau.
El Consell de Seguretat va donar suport a la decisió del secretari general d'eliminar una unitat que va cometre abusos sexuals sistemàticament, en aquest cas es tractava de tropes congoleses a la República Centreafricana. També se li va preguntar si un país reaccionava prou amb aquests fets determinaria si continuaria tenint permès participar en operacions de pau a posteriorment. Les tropes participants també haurien d'haver rebut una formació prèvia per prevenir la mala conducta.